# 大山功
大山 功（おおやま いさお、1904年8月5日 - 1993年8月）は、日本の演劇評論家。

## 来歴
岡山市生まれ。1932年早稲田大学文学部演劇学科卒、『藝術殿』『東宝』『日本演劇』『演劇界』などの雑誌編集のかたわら演劇評論を行う。1945年戦災で山形県へ疎開。
文筆活動を続け、1974年『近代日本戯曲史』で第6回河竹賞受賞。山形県嘱託。

## 著書
- 国民演劇論 新正堂 1943
- 現代新劇論 南方書院 1943
- 新劇四十年 三杏書院 1944
- 素人演劇 摩耶書房 1948
- 近代日本戯曲史 全4巻 近代日本戯曲史刊行会 1968-73
- 黒森歌舞伎 高陽堂書店 1977.2
- 真山青果 人と作品 木耳社 1978.12
- 岡本綺堂 人と作品  戯曲史研究会 1988.1
- 青果劇のこころ 現代史劇の巨星 木耳社 1989.4 (オリエントブックス)

## 翻訳
- フランチャイズ事件 ジョセフィン・テイ 早川書房 1954
- 吠える犬 E・S・ガードナー 早川書房 1955 (世界探偵小説全集)

## 参考
- 「真山青果」著者紹介文